# San Sebastiano curato da santa Irene (Georges de La Tour)
San Sebastiano curato da santa Irene (Saint Sébastien soigné par sainte Irène) è un dipinto a olio su tela (160x129 cm) realizzato attorno al 1649 dal pittore francese Georges de La Tour e conservato al Museo del Louvre di Parigi.

## Storia
Il dipinto fu scoperto nella chiesa di Bois-Anzeray in Normandia nel 1945. Il suo status di originale o di copia del dipinto con stesso soggetto conservato nella Gemäldegalerie di Berlino è stato dibattuto fino al confronto delle due versioni durante una mostra del 1972, al Museo dell'Orangerie. 
È noto che La Tour dipinse più versioni del dipinto: la prima, realizzata nel 1633 per Carlo IV di Lorena, ottenne un tale successo che successivamente l'artista dipinse una seconda versione per Luigi XIII di Francia; nel 1649 una terza versione fu dipinta per il governatore di Nancy. 
Secondo alcuni critici, il dipinto della Gemäldegalerie non sarebbe stato realizzato da Georges de La Tour, ma dal figlio Étienne, con solo alcune rifiniture dipinte dall'artista più celebre. Anche il fatto che nel dipinto del Louvre sia stato utilizzato il lapislazzuli per il velo della donna al centro della composizione, pigmento molto prezioso che non fu utilizzato per il dipinto a Berlino, avvalora ulteriormente che quest'ultimo sia una copia di bottega.
L'opera restaurata nel 1945-1947, poi esposta brevemente al Louvre nel 1948, fu nuovamente restaurata nel 1950-1951, prima di essere inviata a Milano per una mostra dedicata a Caravaggio. Dopo il suo ritorno da Milano, fu trasferita nella chiesa di Broglie, in un clima meno umido. Il terzo restauro, per la citata mostra del 1972, ha rivelato diversi pentimenti che indicano che l'opera è antecedente alla versione berlinese. Il dipinto risente dei cambiamenti di colore dovuti all'umidità sofferta in passato, in particolare nell'arancione delle carnagioni di San Sebastiano.

## Descrizione
Il soggetto del martirio di San Sebastiano e delle cure ricevute da Irene si era rivelato un soggetto di enorme popolarità già dal sedicesimo secolo, quando il santo era invocato come protettore dalle epidemie e pestilenze. Il quadro rappresenta un soggetto molto popolare nella pittura del Seicento, quello di San Sebastiano che riceve le cure della pia vedova Irene. Nel quadro il santo giace al suolo ai piedi del palo del suo martirio, con una freccia conficcata appena sotto la gabbia toracica. 
La scelta dell'artista di rappresentare la scena di notte con la luce interna al quadro proveniente dalla torcia tenuta dalla donna che tiene delicatamente in mano il polso del martire rientra nello stilema tipico dell'artista, con i suoi giochi di luci e ombre di estrazione caravaggesca. Il viso di Irene esprime una profonda e dignitosa tristezza, mentre una lacrima le riga la guancia. Accanto ai due Santi si ergono altre tre donne che esprimono variamente il loro dolore: una vestita di nero e velata di rosso con le braccia aperte in posizione di stupore o preghiera, dietro di lei un'altra donna dal volto coperto da un drappo con cui si asciuga le lacrime e, ancora più dietro, appena visibile nell'oscurità, un'altra donna ammantata di un blu lapisalazzuli scuro, di cui si intravede solo una piccola parte del profilo e le mani giunte in preghiera.  

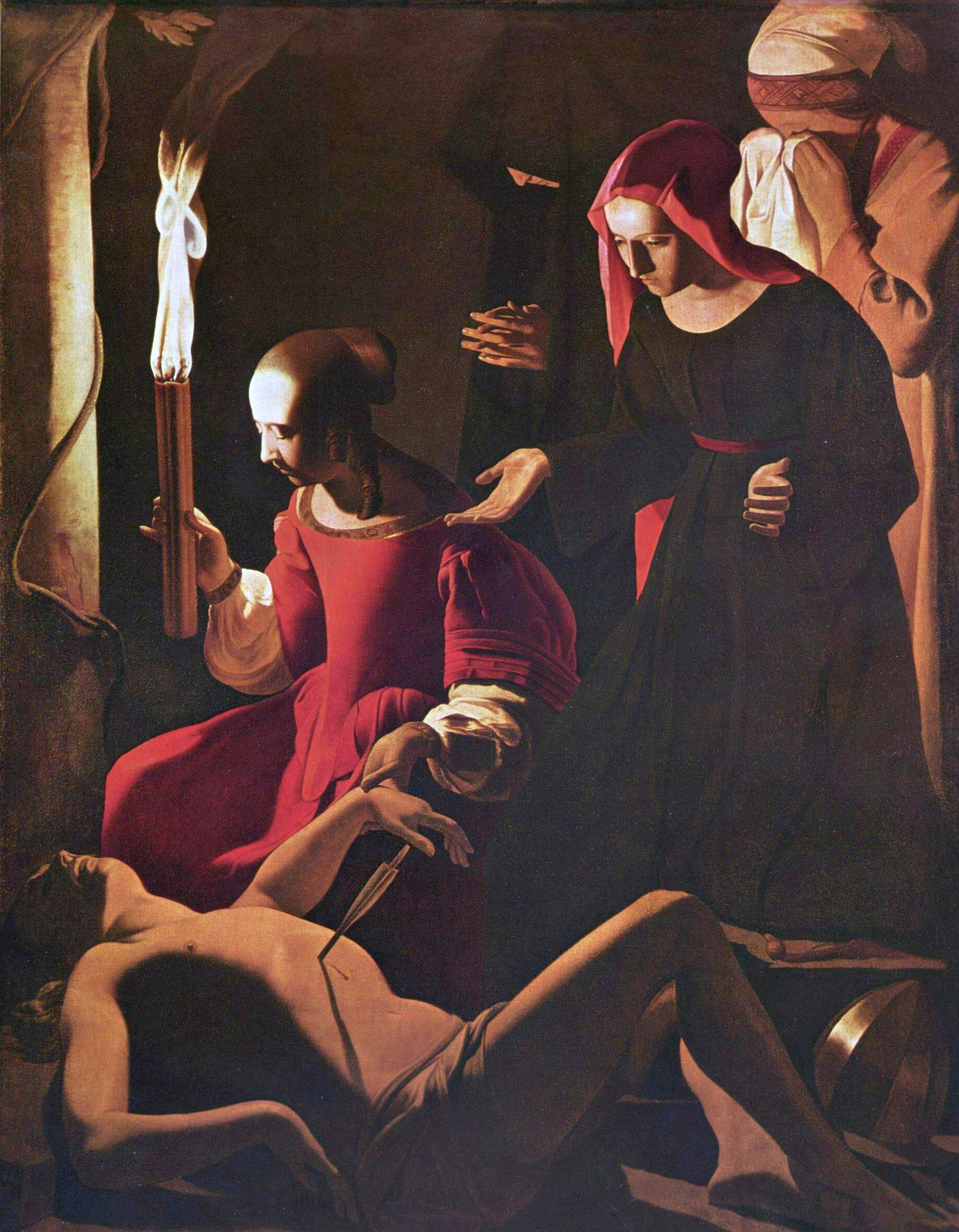
San Sebastiano curato da Santa Irene, Gemäldegalerie di Berlino

.